# Nina Bednarik
Nina Bednarik (* 12. März 1982 in Škofja Loka) ist eine ehemalige slowenische Freestyle-Skierin. Sie war auf die Buckelpisten-Disziplinen Moguls und Dual Moguls spezialisiert.

## Werdegang
Bednarik startete international erstmals in der Saison 2000/01 und kam bei den Weltmeisterschaften 2001 in Whistler auf den 34. Platz im Moguls sowie auf den 33. Rang im Dual Moguls. Im Freestyle-Skiing-Weltcup trat sie erstmals im Dezember 2001 in Tignes an, wobei sie den 37. Platz im Moguls errang und nahm bis 2014 an 51 Weltcups teil. Ihr bestes Ergebnis dabei erreichte sie im Februar 2006 mit dem 17. Platz im Moguls in Špindlerův Mlýn. Bei den Weltmeisterschaften 2005 in Ruka belegte sie den 30. Platz im Moguls sowie den neunten Rang im Dual Moguls, bei den Weltmeisterschaften 2007 in Madonna di Campiglio den 22. Platz im Dual Moguls sowie den 20. Rang im Moguls und bei den Weltmeisterschaften 2009 in Inawashiro den 23. Platz im Dual Moguls sowie den 21. Rang im Moguls. Zudem nahm sie an den Olympischen Winterspielen 2006 in Turin und an den Olympischen Winterspielen 2010 in Vancouver teil, wobei sie die Plätze 24 und 26 errang. In den Jahren 2011, 2012 sowie 2013 wurde sie slowenische Meisterin im Moguls und errang bei den Weltmeisterschaften 2013 in Voss den 30. Platz im Moguls-Wettbewerb.

## Erfolge

### Olympische Spiele
- 2006 Turin: 24. Platz Moguls
- 2010 Vancouver: 26. Platz Moguls

### Weltmeisterschaften
- 2001 Whistler: 33. Platz Dual Moguls, 34. Platz Moguls
- 2005 Ruka: 9. Platz Dual Moguls, 30. Platz Moguls
- 2007 Madonna di Campiglio: 20. Platz Moguls, 22. Platz Dual Moguls
- 2009 Inawashiro: 21. Platz Moguls, 23. Platz Dual Moguls
- 2013 Voss: 30. Platz Moguls

### Weltcupwertungen
Bednarik nahm an 51 Weltcups teil
| Saison  | Gesamt | Gesamt | Moguls | Moguls |
| Saison  | Punkte | Platz  | Punkte | Platz  |
| ------- | ------ | ------ | ------ | ------ |
| 2004/05 | 5      | 83.    | 54     | 28.    |
| 2005/06 | 3      | 113.   | 30     | 34.    |
| 2006/07 | 2      | 104.   | 15     | 38.    |
| 2007/08 | 3      | 113.   | 28     | 31.    |
| 2008/09 | 2      | 138.   | 15     | 40.    |
| 2009/10 | –      | –      | 2      | 54.    |